# 河内賢隆
河内 賢隆（かわうち けんりゅう、1935年 - ）は、日本の英文学者、僧侶。駒澤大学名誉教授。千葉県の曹洞宗仁守寺住職。

## 来歴
千葉県生まれ。千葉県立国府台高等学校卒業。1975年駒澤大学大学院人文科学研究科英文学専攻。駒澤大学教養部教養教育等外国語英語科教授。日本英文学会、中世英文学会などに所属。
1993年、山口晃との共訳『ビルマ―タイ鉄道建設捕虜収容所- 医療将校ロバート・ハーディ博士の日誌 1942-45』で 第30回日本翻訳文化賞を受賞。大学を定年を前に退職。ドイツ語学者の河内信弘は弟。千葉市中央区の曹洞宗仁守寺住職。
著書に「シェイクスピアとその背景」「ウェアリー・ダンロップの戦争日記」「ビルマ‐タイ鉄道建設捕虜収容所」などの共訳書がある。

## 受賞
- 1993年 第30回日本翻訳文化賞（山口晃と共訳「ビルマ-タイ鉄道建設捕虜収容所- 医療将校ロバート・ハーディ博士の日誌 1942-45」ロバート・ハーディ著 1993年7月 而立書房刊）

## 著書
- 「国立国会図書館」を参照

### 論文
- CiNii>河内賢隆